# Redação publicitária
A redação publicitária (em inglês:  copywriting) é o ato ou ocupação de escrever textos com o propósito de publicidade ou outras formas de marketing. O produto, chamado de "copy" ou "copy de vendas", é um conteúdo escrito que tem como objetivo aumentar a conscientização da marca e, em última instância, persuadir uma pessoa ou grupo a tomar uma ação específica.
Os redatores publicitários ou copywriters ajudam a criar painéis publicitárias, folhetos, catálogos, letras de jingles, anúncios em revistas e jornais, cartas de vendas e outros materiais de mala direta, roteiros para comerciais de televisão ou rádio, slogans, artigos técnicos, postagens para sites e redes sociais, e outras comunicações de marketing.

## Cargo
Muitos redatores publicitários são empregados em departamentos de marketing, agências de publicidade, empresas de relações públicas, agências de redação publicitária ou trabalham como freelancers, onde os clientes variam desde pequenas até grandes empresas.
- As agências de publicidade geralmente contratam redatores publicitários como parte de uma equipe criativa, na qual eles são parceiros de diretores de arte ou diretores criativos. O redatores publicitários escreve o texto ou roteiro para um anúncio, com base principalmente nas informações obtidas do cliente. O diretor de arte é responsável pelos aspectos visuais do anúncio e, especialmente no caso de trabalhos impressos, pode supervisionar a produção. Qualquer membro da equipe pode propor a ideia geral (normalmente chamada de conceito), e o processo de colaboração frequentemente melhora o trabalho. Algumas agências se especializam em atender a um setor ou indústria específica.[2]
- As agências de redação publicitária combinam redação publicitária com uma variedade de serviços editoriais associados, que podem incluir consultoria de posicionamento e mensagens, mídia social, otimização para motores de busca (SEO), edição de desenvolvimento, revisão de texto, verificação de fatos, redação de discursos e layout de páginas. Algumas agências têm redatores publicitários internos, enquanto outras contratam prestadores de serviços externos ou freelancers.
- As agências de marketing digital frequentemente incluem redatores publicitários, sejam freelancers ou funcionários, que se concentram especificamente em comunicação digital. Às vezes, o trabalho de um redator publicitária se sobrepõe ao de um redator de conteúdo, pois eles precisarão escrever anúncios para mídias sociais, anúncios do Google, landing pages e textos persuasivos para e-mails. Essa nova onda de redação publicitária, surgida na era digital, tornou a disciplina mais acessível. Porém, não sem desvantagens, já que a globalização resultou em desvalorização de alguns trabalhos de redação publicitária devido à facilidade de encontrar redatores publicitários habilidosos trabalhando com taxas diferentes.

Redatores publicitários também trabalham internamente para redes de varejo, editoras de livros ou outras grandes empresas que fazem propaganda com frequência. Eles também podem ser contratados para escrever publicitária para jornais, revistas e emissoras.
Alguns redatores publicitários trabalham como contratados independentes ou freelancers, escrevendo para uma variedade de clientes. Eles podem trabalhar no escritório do cliente, em um escritório compartilhado, em uma cafeteria ou remotamente de casa.
O trabalho do redatores publicitários é relacionado, mas diferente do trabalho do redator técnico. Embora suas carreiras possam se sobrepor, os guias de estilo para o produto final têm objetivos diferentes.

### Formação
Tradicionalmente, a formação necessária para se tornar um redator publicitário era, na maioria das vezes, uma graduação em inglês (no Brasil, letras), publicidade, jornalismo ou marketing. Isso ainda é comum para redatores publicitários que trabalham internamente. No entanto, os redatores publicitários freelancers de hoje podem aprender a profissão por meio de cursos de redação publicitária ou mentoras. Muitos clientes aceitam ou até preferem portfólios de escrita em vez de credenciais formais em redação publicitária.
Em 2018, o U.S. Bureau of Labor Statistics relatou um salário médio anual de US$ 62.170 para escritores e autores. Em 2019, o PayScale.com afirmou que o salário esperado para redatores publicitários variava de US$ 35.000 a US$ 73.000 nos Estados Unidos. No Brasil, o salário de um redator publicitário pode variar de acordo com sua experiência e os projetos que ele assume. Em média, a remuneração inicial costuma estar na faixa dos R$ 2.500,00 e pode chegar a ultrapassar os R$ 10.000,00. Além do salário fixo, alguns redatores publicitários também podem receber bonificações ou incentivos financeiros adicionais com base em seu desempenho ou resultados alcançados nos projetos.

### Redatores publicitários famosos
- John Emory Powers (1837—1919) foi o primeiro redator publicitário em tempo integral do mundo. Desde então, alguns redatores publicitários se tornaram conhecidos na indústria por fundaram grandes agências de publicidade, enquanto outros são reconhecidos por seu trabalho ao longo da vida. Muitos artistas criativos trabalharam como redatores publicitários antes de se tornarem famosos em outras áreas.[6]
- David Ogilvy (1911—1999) é conhecido como o pai da publicidade. Ele também é famoso por sua citação dedicada aos carros Rolls-Royce, na qual ele disse: "A 60 milhas por hora, o ruído mais alto neste novo Rolls-Royce vem do relógio elétrico".[7] Ele também escreveu alguns livros memoráveis no campo da publicidade, como Ogilvy on Advertising e Confessions of an Advertising Man.
- Leo Burnett (1891—1971) foi nomeado pela revista Time como uma das 100 pessoas mais influentes do século XX.[8] Ele foi o fundador da Leo Burnett Worldwide. Sua memorável campanha do Marlboro Man é uma das mais bem-sucedidas de todos os tempos. Sua empresa foi adquirida pelo Publicis Groupe em 2002.

Existem muitas maneiras pelas quais os anunciantes tentam atrair sua base de clientes e eles têm diferentes tipos de execuções publicitárias para fazer isso. Isso inclui venda direta, evidências científicas/técnicas, demonstração, comparação, depoimento, retrato da vida cotidiana, animação, símbolos de personalidade, imagens, dramatização, humor e combinações.

## Campanhas publicitárias notáveis
1. "Just Do It", da Nike, aumentou as vendas da empresa de 800 milhões de dólares[10] para mais de 9,2 bilhões de dólares[11] em 10 anos.
2. "Got Milk?", do California Milk Processor Board, aumentou as vendas de leite na Califórnia e gerou muitas paródias desde o seu lançamento.
3. "Get a Mac", da Apple, a campanha Mac vs PC gerou 42% de crescimento de participação de mercado apenas no primeiro ano.[12]